# Sapiranga (futebolista)
Cláudio Adão Weiss (Novo Hamburgo, 22 de março de 1937 - 1994), mais conhecido como Sapiranga, foi um futebolista brasileiro, que jogava de atacante, na ponta direita.
Apesar de nascido em Novo Hamburgo, foi apelidado com o nome do município vizinho (Sapiranga), onde viveu por alguns anos. Jogou de 1955 a 1960 no Esporte Clube Floriano (hoje Esporte Clube Novo Hamburgo), depois no Internacional de 1960 a 1966 e voltou ao Floriano para encerrar sua carreira, em 1968. Pelo Internacional, foi campeão gaúcho e artilheiro em 1961, no primeiro campeonato estadual unificado. Voltou a ser o principal goleador do campeonato em 1966, pelo Floriano.
No final dos anos 1970 lançou-se como treinador de futebol. Foi técnico do Associação Esportiva Sapiranga, ganhando os campeonatos gaúchos de amadores de 1978 e 1981.

## Títulos
- Internacional : Campeão Gaúcho de 1961

## Artilharia
- Internacional, Campeonato Gaúcho de 1961, com 16 gols
- Internacional, Campeonato Sul-Brasileiro de 1962, com 6 gols
- Floriano, Campeonato Gaúcho de 1966, com 13 gols[5]

## Homenagens
Em 2009, a Prefeitura Municipal de Sapiranga institui um torneio amador em sua homenagem e nomeou Palácio de Municipal de Esportes Cláudio Adão Weiss, assim como uma rua da cidade.
Também em 2009, durante as comemorações do centenário do Inter, houve uma homenagem a Sapiranga